# Memento Park

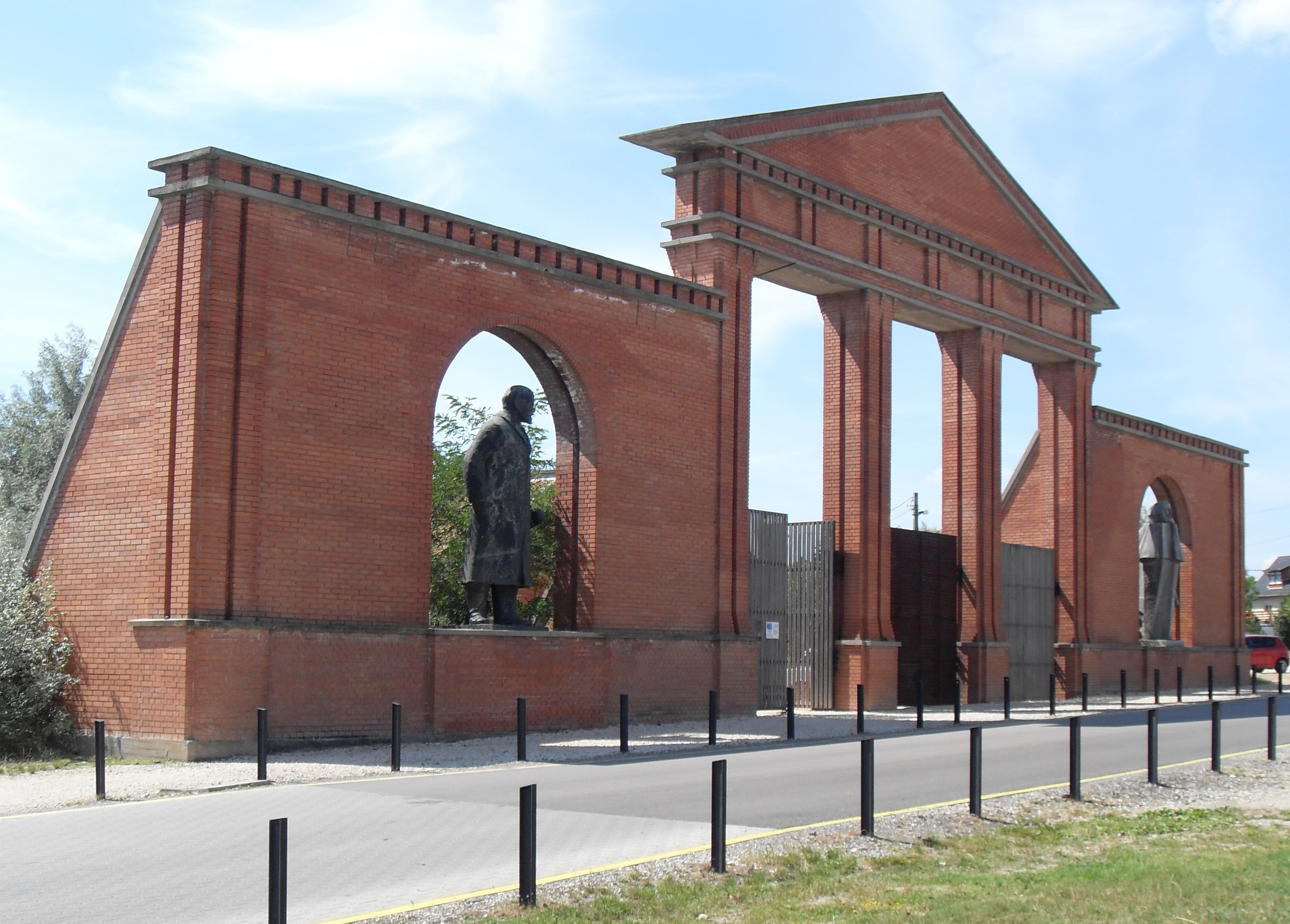
Haupteingang zum Memento Park

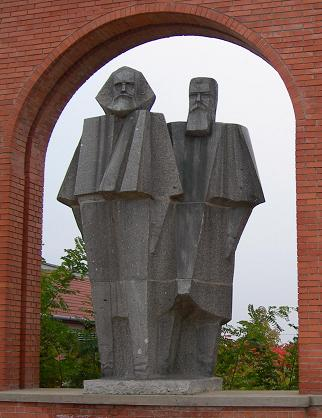
Standbild von Karl Marx und Friedrich Engels

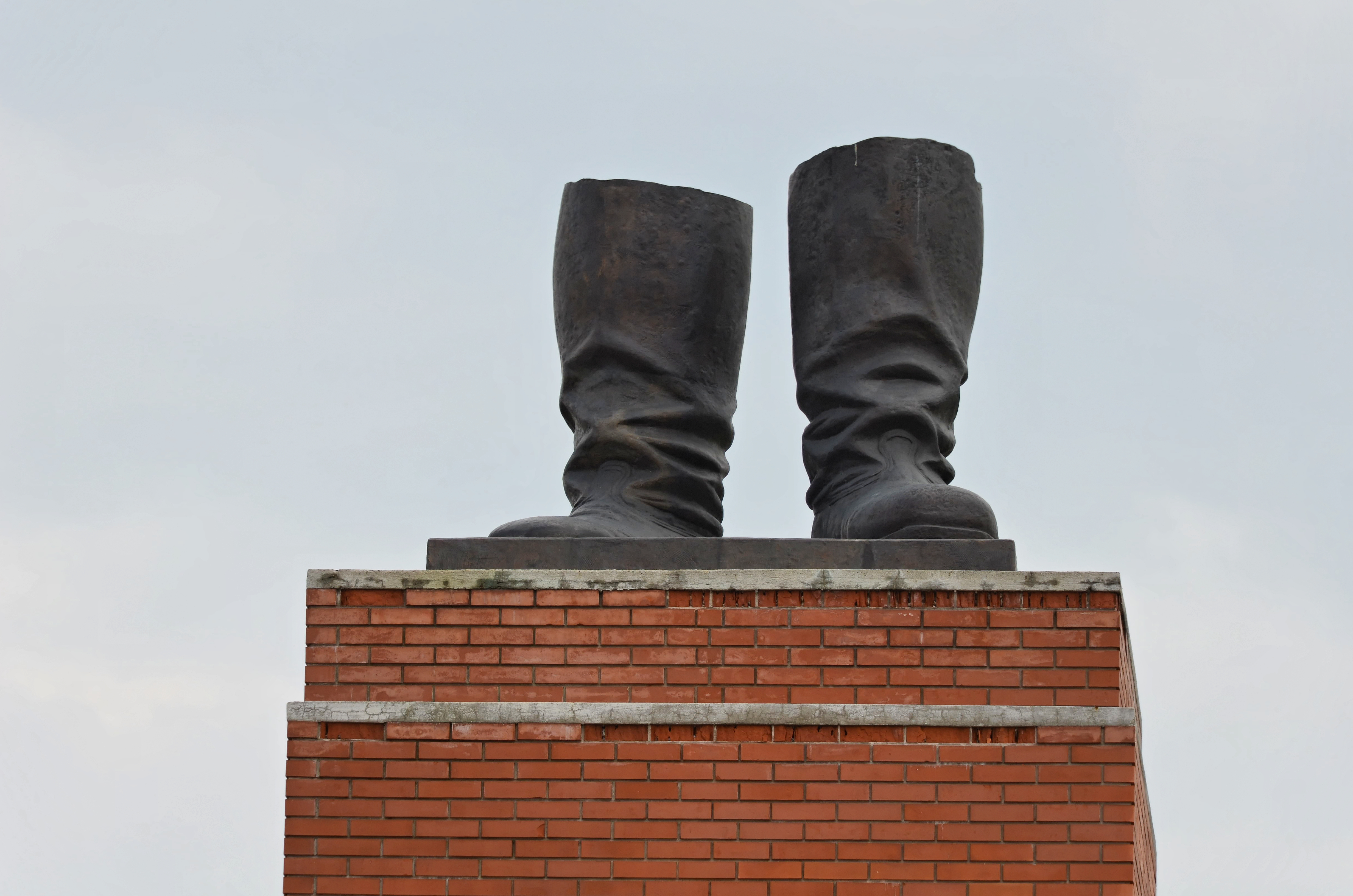
Stalins Stiefel

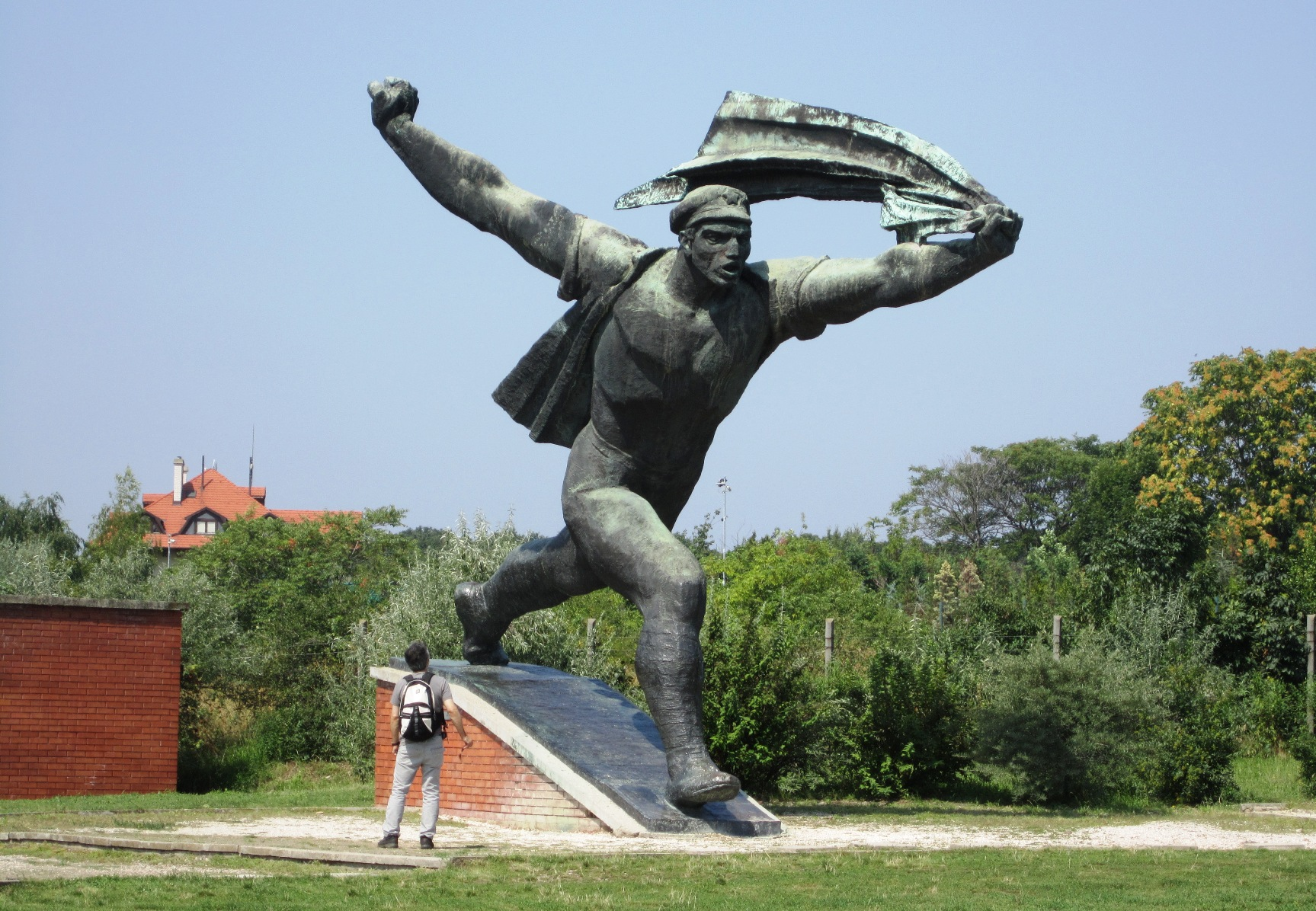
Denkmal der Räterepublik

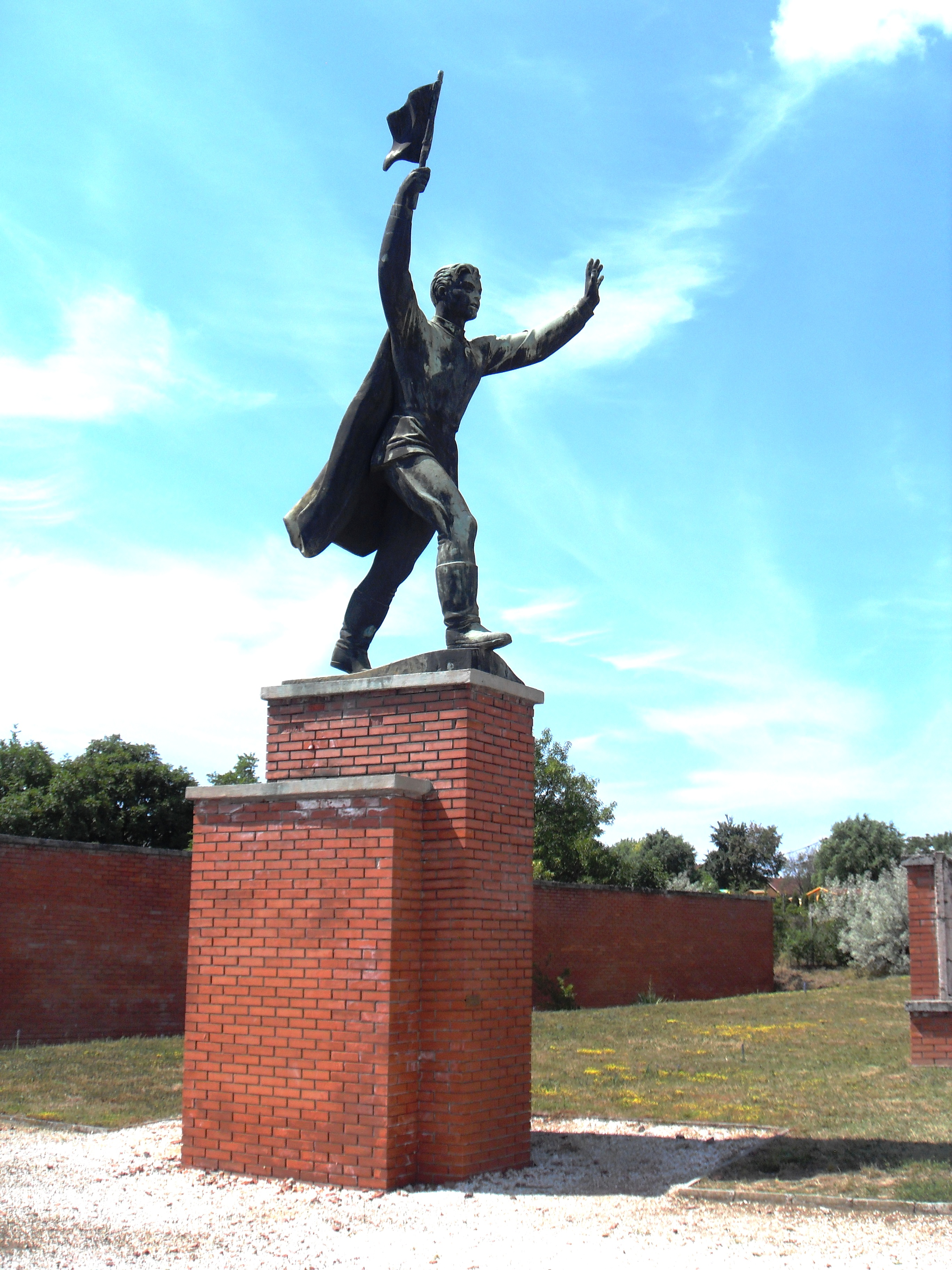
Hauptmann Miklós Steinmetz

Der Memento Park (ehemals Szoborpark Múzeum) ist ein Freilandmuseum im XXII. Bezirk im südwestlichen Teil der ungarischen Hauptstadt Budapest. Er wurde 1993 eröffnet und umfasst eine von dem Architekten Ákos Eleőd gestaltete Sammlung von 42 Denkmälern und Statuen aus der Zeit des Realsozialismus und danach.

## Konzept der Kunstsammlung
Die Sammlung geht auf eine Idee des ungarischen Literaturhistorikers Lászlo Szörényi zurück. Dieser schlug am 5. Juli 1989 in der Zeitung Hitel vor, einen „Leningarten“ zu schaffen, in dem alle Leninstatuen und -büsten Ungarns versammelt werden sollten. Die heutige Anlage verwirklicht diese Intention nur in bescheidener Weise, denn die Relikte der kommunistischen Epoche wurden ja nach der Wende vielfach zu Sammlerobjekten und informell „privatisiert“. Heute sind einige der prominentesten Statuen der Zeit vor 1989 in ironisch postmoderner Präsentation versammelt.

## Statuen
Zu den Statuen zählt das Lenin-Denkmal, das sich an der Dózsa-Straße befand. Dort führten die großen Maiaufmärsche vorbei.

Das Denkmal von Marx und Engels stand einst vor dem Gebäude der USAP. Es stammt von György Segesdi.
Der Sowjetsoldat stammt vom Befreiungsdenkmal am Gellértberg.
Ein weiteres Lenin-Denkmal befand sich an den Metallwerken von Csepel.
Das bedeutendste Denkmal aus der Ära des Realsozialismus in Budapest war eine acht Meter hohe Bronzestatue von Stalin. Die Statue stand auf einem riesigen 9,3 Meter hohen Podium am Paradeplatz (Felvonulási tér) in der Nähe des Stadtwäldchens (Városliget). Vom Podium aus, das mit symbolischen Reliefs verziert war, beaufsichtigten kommunistische Parteikader die Militärparaden. Heute steht auf diesem Platz ein Denkmal an den Volksaufstand, das der antisowjetischen Revolte des Jahres 1956 gedenkt. Im Zuge des Aufstandes wurde die Statue gestürzt, sodass lediglich die Stiefel stehen blieben. So hat Ákos Eleőd im Memento Park eine Nachbildung von Stalins Podium und Stiefeln geschaffen.
Ein weiteres interessantes Denkmal stellt die Statue des Befreiungsarmeesoldaten dar: Die sechs Meter hohe Statue stand einst vor der Budapester Freiheitsstatue auf dem Gellértberg und feierte die Befreiung Budapests durch die Rote Armee. Auch sie wurde abgerissen, 1956 allerdings durch eine genaue Nachbildung ersetzt.
Ein Höhepunkt des Parks ist eine Skulptur zweier riesiger Hände, die eine Kugel halten. Diese symbolisiert ein allegorisches Bild für die Arbeiterbewegung und die „Sowjetisch-ungarische Freundschaft“, indem sich zwei Menschen die Hände reichen.
Das größte Denkmal des Parks ist das moderne und unruhig wirkende Béla-Kun-Denkmal aus dem Jahr 1986. Das Denkmal bildet den ungarischen Kommunistenführer Béla Kun ab, wie er eine Gruppe aus Soldaten und Arbeitern anführt.
Ein weiteres Denkmal erinnert an die Ungarische Räterepublik von 1919. Die ikonische Statue basiert auf einem berühmten revolutionären Poster eines voranstürmenden Seemanns, der eine Fahne hochhält.  Es befand sich am Rande des Stadtwäldchens (Városliget).
Das Denkmal für Miklós Steinmetz stammt von Sándor Mikus und entstand 1958.

## Rezeption
Nach Meinung von Valerie Laukat von der Budapester Zeitung ist der Budapester Statuenpark „ein gutes Beispiel für einen realistischen und doch distanzierten Umgang mit den unerfreulichen Zeugnissen der Vergangenheit.“.